# Cronología
Cronología  (del griego χρόνος chrónos ‘tiempo’ y λόγος lógos ‘estudio’) es una de las ciencias auxiliares de la historia cuya finalidad es determinar el orden temporal de los acontecimientos históricos siendo una herramienta fundamental para  la historia.
El concepto también es utilizado en otras áreas del conocimiento del ser humano para relatar hechos no históricos en orden cronológico. La necesidad de la disciplina de la cronología para el estudio de la historia radica en la variedad de sistemas de datación que las diferentes civilizaciones y sociedades desarrollaron a lo largo de la historia. De allí surge la necesidad de establecer una cronología universal que permita ubicar en una línea del tiempo los eventos y acontecimientos históricos para su estudio y comprensión en conjunto.
Los dos sistemas de datación más importantes de la civilización occidental han sido el calendario juliano (calendario romano), de origen romano, y el calendario gregoriano (calendario cristiano), reforma del anterior y vigente hasta nuestros días, basado en la era cristiana y en el ciclo del Sol. 
Pero existen, y han existido, otros calendarios (calendario chino, calendario hebreo, etc.), cuyos sistemas de datación se basan, o basaban, en diferentes eras (como la era de la Hégira) o ciclos astronómicos (como las fases lunares) con amplio uso y arraigo incluso en la actualidad.
La cronología, en este sentido, se basa en el principio de que todos los hechos se encuentran relacionados entre sí, por lo tanto, al ordenarlos, podremos comprender mejor su evolución.
Una cronología también sirve como herramienta para relatar hechos de manera ordenada, en el orden en que los eventos fueron ocurriendo: «El artículo debe publicarse acompañado de una cronología de los hechos».

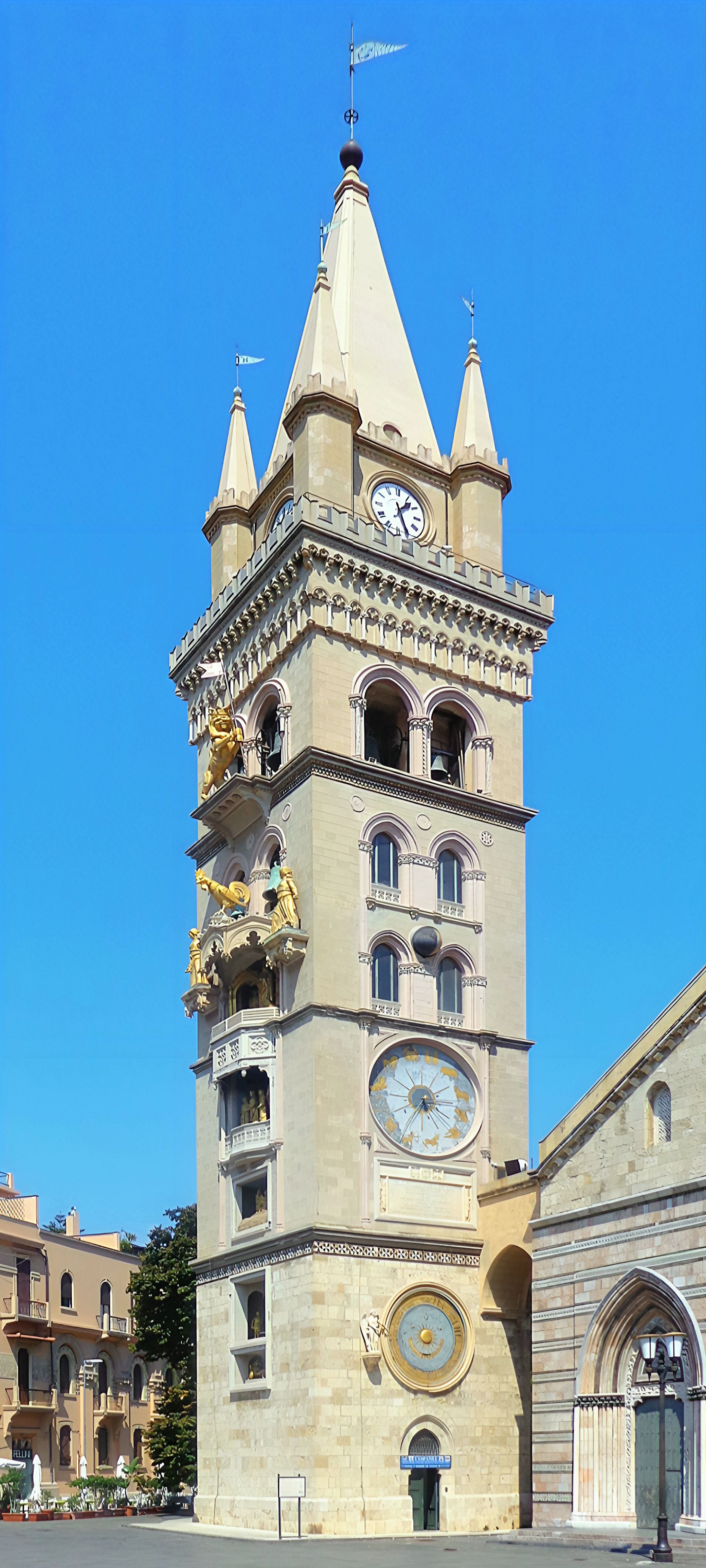
El campanario del Duomo de Mesina concentra diversos mecanismos cronológicos en su reloj astronómico y calendario perpetuo

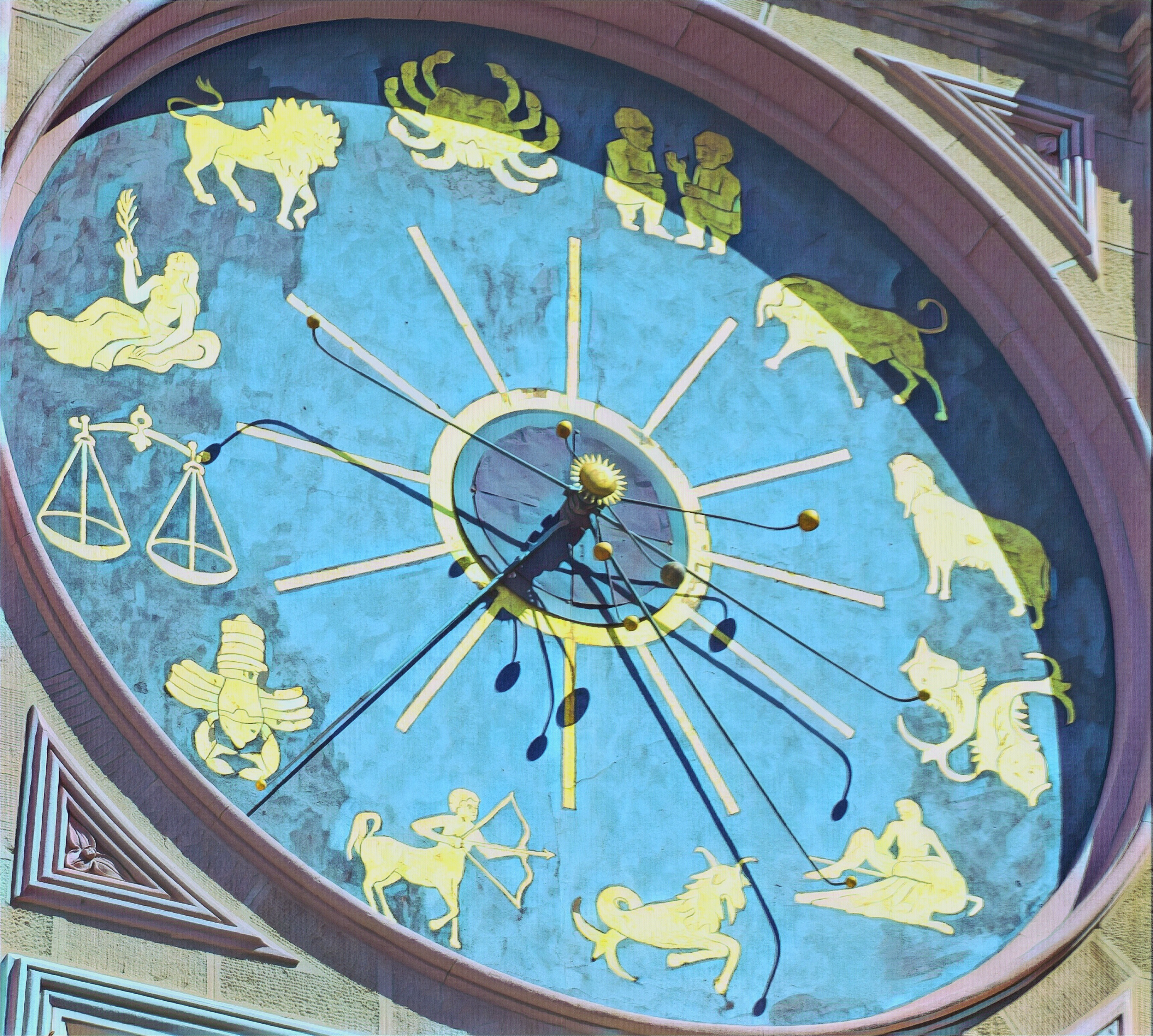
Reloj astronómico de Mesina

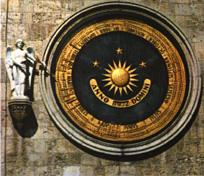
Calendario perpetuo de Mesina

## Cronología relativa y absoluta
En la arqueología, como cronología relativa se denomina el procedimiento por medio del cual se puede fijar la anterioridad o posterioridad de un objeto o cultura en relación con otra. Como tal, permite ordenar los hallazgos en secuencia. Por su parte, la cronología absoluta es aquella que permite fijar la fecha exacta de fabricación o utilización de un objeto según un sistema cronológico universal.
Los ciclos son series de números determinados de años que se renuevan constantemente al finalizar cada una de ellas. Se diferencia de las eras en que estas son periodos indefinidos de tiempo cuyo único límite conocido es el inicial determinado por un acontecimiento convencional.

## Ciclos
La determinación de los ciclos se fundamenta en fenómenos astronómicos «de duración calculable», pero también «en nociones mitológicas, combinaciones aritméticas o instituciones civiles, fiscales o políticas.»

### Ciclo de la indicción
El ciclo de la indicción (en griego, ἴνδικτος; en latín, indictus; literalmente, convocatoria), o ciclo indiccional,  fue un ciclo cronológico establecido durante el gobierno de Constancio o Constantino con fines fiscales usado tanto en el Imperio romano de Occidente como en el Imperio bizantino. Para el especialista en cronología, Santos García Larragueta, su origen quizá se remonta al antiguo Egipto.
Cada indicción es una revolución de quince años que se nombra por sus números correspondientes: Indicción I, Indicción II... hasta la Indicción XV. Luego se reinicia el conteo desde I, II, III... El nombre y uso de las indicciones provienen de los cómputos para tributos que pagaban los romanos.
Su uso en la datación documental se convierte en frecuente y abundan los ejemplos de tal uso abarcando un amplio espacio temporal, con ejemplos desde el año 553, de 1213, o 1558.

### Ciclo del Sol
Es un periodo de 28 años, terminado el cual, los días del mes vuelven otra vez a coincidir con los de la semana y el lugar del sol a los mismos signos y grados de la eclíptica de los mismos meses y días. De tal modo que no hay diferencia de un día en 100 años y otra vez comienza el periodo de los años bisiestos y de las letras dominicales.

### Ciclos lunares y el número áureo
El ciclo de la Luna se llama comúnmente número áureo por haberse marcado con letras doradas en los calendarios antiguos.
Es un periodo de 19 años, al final del cual los diferentes aspectos de la luna, con la diferencia de una hora, viene a ser lo mismo que eran en los mismos días del mes, 19 años antes. Este ciclo se adoptó el 16 de julio del año 433 antes de nuestra era.
Para encontrar el número áureo de cada año en el ciclo de la Luna debe considerarse como primer año de este el del nacimiento de Jesucristo, se añade uno al año vulgar, y se divide la suma por 19, y el cociente será el número de ciclos de la luna transcurridos desde 4.º de nuestra era y lo que sobre será el número áureo.

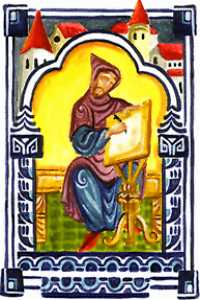
Dionisio el Exiguo inventó la era anno Domini para calcular la fecha de Pascua.

### Ciclo pascual
Entra dentro de los ciclos lunares ya que su cálculo se basa en la fase lunar de primavera. El ciclo del Sol consta de 28 años y el de la Luna de 19. Estos ciclos multiplicados entre sí, forman lo que se llama pascual porque sirve para conocer el día en que cae la Pascua de Resurrección.
Al fin de cada ciclo de 532 años sucede que vuelven a empezar como estaban 532 años antes y siguen el mismo orden por igual número de años:
- Los dos cielos de la luna
- Los regulares
- Las llaves de las fiestas movibles
- El ciclo del sol
- Los concurrentes
- Las letras dominicales
- El término pascual
- La pascua
- Las epactas
- Las lunas nuevas

#### Los regulares
Hay dos clases de 'regulares', el solar y el lunar.
El primero consiste en números que se han fijado a cada mes del modo siguiente:
| Enero      | 2 |
| Febrero    | 5 |
| Marzo      | 5 |
| Abril      | 1 |
| Mayo       | 3 |
| Junio      | 6 |
| Julio      | 1 |
| Agosto     | 4 |
| Septiembre | 7 |
| Octubre    | 2 |
| Noviembre  | 5 |
| Diciembre  | 7 |

#### Claves de las fiestas movibles
Indicaba los días en que caían aquellas solemnidades llamadas Claves terminorum o números constantes.
Los Antiguos[cita requerida] opinaban lo siguiente:
- El término de Septuagésima era el 7 de enero.
- El término de Pascua el 11 de marzo.
- El término de las letanías el 15 de abril.
- El término de Pentecostés el 29 de abril.

Las tablas que se han formado para averiguar estos días. Son ingeniosas y cómodas y se encuentran en la mayor parte de las obras sobre cronología, para conocer el día de Pascua, que es la clave de todas las fiestas. Por ejemplo, si este día es el 22 de marzo, las otras fiestas seguirán el orden siguiente:
- Domingo de Septuagésima, 19 de enero
- Domingo de Sexagésima, 26 de enero
- Domingo de Carnestolendas, 2 de febrero
- Miércoles de Ceniza, 5 de febrero
- Domingo de la mitad de Cuaresma, 1 de marzo
- Domingo de Pasión, 8 de marzo
- Viernes Santo, 20 de marzo
- Letanías, 26 de abril
- Día de la Ascensión, 30 de abril
- Pentecostés, 9 de mayo
- Domingo de Trinidad, 17 de mayo
- Corpus Christi, 21 de mayo
- Domingo de Adviento, 29 de noviembre

#### Los concurrentes y las letras dominicales
Concurren con el ciclo solar, cuyo curso sigue.
Los años comunes constan de 52 semanas y un día y el año bisiesto tiene un día más. El día o los días suplementarios se llaman concurrentes, porque como se ha dicho concurren con el ciclo solar, cuyo curso siguen.
El primer año de este ciclo tiene el número 1, el segundo el 2, y así hasta el quinto que tiene el 6 por ser bisiesto, el sexto tiene el 7, el séptimo el 1, el octavo el 2, y el noveno el 4, por ser también bisiesto y así siguen en los otros años lo siguiente:
- Agregando siempre 1 en los comunes
- Agregando 2 en los bisiestos
- Empezando con 1 después de 7, porque no hay más que 7 concurrentes como los días de la semana.

#### La epacta
La epacta, segundo Canon que impuso la reforma del calendario gregoriano, es un número que denota el exceso del año común solar respecto al lunar, por cuyo medio se averiguan la edad de la Luna, de modo que la tabla de epactas es una tabla de las diferencias entre aquellos dos años, o el número de los días en que el año solar excede al lunar común de doce lunaciones, o el número de días que la luna de diciembre tiene en el día primero de enero, contando desde el último novilunio.
Desde un punto de vista de la cronología se entiende por epacta, según la definición ya comentada, al exceso de un mes solar sobre el mes sinódico lunar. Es decir el año solar sobre el año lunar de doce meses sinódicos o de muchos meses solares sobre otras tantas docenas de meses sinódicos. Son anuales o mensuales, y estos últimos son el exceso de un mes civil, de un mes del calendario sobre el mes lunar.
Ejemplo: El 1 de enero de la luna nueva y siendo el mes lunar, 29 días, 12 h 44' 3" y que el mes de enero cuenta 31 días, la epacta mensual será de 1 día, 11 h 15' 57".
Las epactas anuales se comprenden por el exceso del año solar sobre el lunar.

#### Principio del año
En virtud de las variaciones, que han prevalecido en Europa por espacio de muchos siglos, con respecto al principio del año, se necesita mucho esmero en reducir las fechas a una computación particular porque el más pequeño error puede ser fatal para la exactitud histórica.
Los días en que las principales naciones han empezado el año son los siguientes:
- El día de Navidad el 25 de diciembre.
- El día de la Circuncisión el 1 de enero.
- El día de 25 de marzo: Anunciación (i. e. Encarnación).
- El día de Pascua de Resurrección (movible).

La adopción de una regla general sobre esta materia es comparativamente de fechas modernas.

## Eras

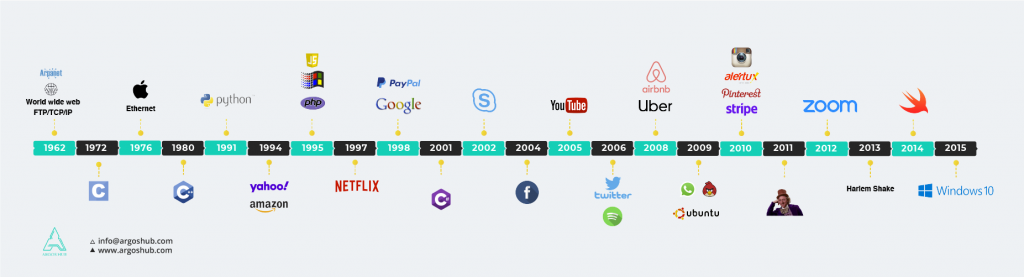
Cronología de la era de Internet

Desde el punto de vista cronológico se denomina era a un acontecimiento fijo y convencional desde el cual se comienza a contar los años. Etimológicamente esta palabra tiene varias acepciones. Se la deriva de las lenguas germánicas o de las lenguas árabes. Otros atribuyen su formación a la palabra latina AERA, letras iniciales de ab exordio regni Augusti, con las cuales se designaba la «era romana».

### Antes de las Olimpiadas: Método de cronología griega
..Antes de la introducción por el historiador de Sicilia, Timeo de Tauromenio, de dividir el tiempo por las celebraciones, cada cuatro años, de los Juegos Olímpicos, los historiadores de Grecia marcaban los años de la siguiente manera:
- Con el nombre de uno de los arcontes de Atenas.
- Con el de uno de los cinco éforos de Esparta.

### Las Olimpiadas
La Era de las Olimpiadas, llamada así por haber tenido su origen en los Juegos Olímpicos de Grecia, que se celebraban cada cuatro años, fue uno de los modos más antiguos de compulsar el tiempo. Se instituyó en el 776 a. C. y constaba de periodos de cuatro años.
Fue introducida durante el reinado de Ptolomeo Filadelfos por el historiador, nacido en Sicilia, Timeo de Tauromenio que la adoptó en sus escritos por ser un modo de cómputo fácil y seguro. La primera que se menciona es la de Coarebus, aunque nunca se usó en la vida civil, sino en la historia.
El primer año de la era cristiana se considera como primer año de la olimpiada 195, pero como los años de las Olimpiadas comenzaban con la primera luna llena, después del solsticio de verano, hacia primeros de julio, que es donde empiezan a contarse las olimpiadas, resulta que los primeros seis meses de un año de la era cristiana corresponden a los últimos seis meses de un año de las Olimpiadas. Los últimos seis meses del mismo año cristiano, corresponden a los primeros seis meses de otro año de las Olimpiadas.
Un ejemplo ilustrativo: cuando se dice que el primer año de la era cristiana corresponde al primero de la 195 olimpiada, debe entenderse que corresponden solamente a los primeros seis meses del primer año. Los primeros seis meses del primer año de nuestra era corresponden a los últimos seis meses del cuarto año de la olimpiada anterior, 194. Así el segundo año de la olimpiada 195 comenzó el 1.º de julio del año 2 d. C.

### Era de la fundación de Roma
Hacía ya seis siglos que existía Roma sin que nadie hubiese pensado investigar la época de su fundación.
- Catón el Viejo (siglo II a. C.) afirmó que Roma se habría fundado en el año segundo de la séptima olimpiada: 752 a. C.
- Yander Jr campo ―contemporáneo de Augusto― dijo que Roma se habría fundado en el año cuarto de la sexta olimpiada: 753 a. C. Los emperadores romanos adoptaron este número.

Respecto a la era de la fundación de Roma ―o Era Anno Urbis Conditae―
- Polibio: 751 a. C.
- Fabio Pictor: 747 a. C.
- Usher: 748 a. C.
- Isaac Newton en 627 a. C.
- Plutarco, Tácito, Dion, Aulo Gelio, Censorino, Baronio, Cicerón, Tito Livio y Plinio vacilaron entre los cómputos de Catón y de Varrón.

Existe un cómputo medio que es el de los mármoles capitolinos, resto de las Doce Tablas que Verrio Flaco, liberto de Augusto, sitúa, según Suetonio, en un edificio homocíclico que había hecho construir en Penestra.
La era Anno Urbis Conditae (como la era Anno Domini) todavía no existió en antigüedad como un sistema cronológico de años civiles numerados. La era de Roma nunca se empleó en las leyes, los actos públicos, ni en las inscripciones monumentales, habiendo sido usada solamente por historiadores. Fue usada sistemáticamente hacia 400 por primera vez, a saber por el historiador hispanorromano Orosio (que, como Varrón, sitúa la fundación de Roma en 753 a. C.).
Según los historiadores modernos, Roma habría sido fundada en el siglo VII a. C. (entre el año 700 y el 601 a. C.).

### Era de los cónsules
Los romanos para su cómputo civil se servían de la Era de los cónsules y los nombres de los dos primeros magistrados de la república servían de fecha a todos los actos del gobierno, fuesen exteriores o interiores.
Hablando con rigor no se puede considerar una era, porque no existe punto de partida desde donde contar los años, al no referirse a una época concreta el primero de aquella serie de nombres.
Si se hubiese querido fechar un hecho desde el establecimiento de la república hubiera sido necesario calcular el número de elecciones de cónsules y aun así, desde el año 60 del régimen consular ese método hubiera cesado de ser seguro, porque en el año 304 de Roma ocurría lo siguiente:
- El poder supremo se confió a unos decenviros que lo conservaron dos años,
- los cónsules fueron algunas veces reemplazados por dictadores y frecuentemente por tribunos militares,
- la república quedó mucho tiempo entregada a la anarquía,
- no prevaleció el consulado sino después de transcurridos 85 años en continuas vicisitudes.

### Era juliana o de Julio César
La época de la era juliana (del 45 a. C.), es la reforma que hizo Julio César en el calendario romano, ordenando que el año de la fundación de Roma (707), consta de 15 meses y en total de 445 días, que el año siguiente (708), contase como 805, y cada cuarto año tuviese 366 días, introduciendo el día adicional después de las calendas de marzo, esto es, el 24 de febrero, cuyo año llamaría bisiesto, por resultar doble el sesto de las calendas de marzo.
Julio César también dividió los meses en el número de días que aún se conservan y el calendario romano dividido en calendas, nonas e idus, se usó en la mayoría de los documentos públicos de Europa por espacio de muchos siglos y su significado era el siguiente:
- la calenda es el primer día de cada mes;
- los idus eran los ocho días centrales de cada mes: en marzo, en mayo, julio y octubre (los meses largos) empezaban el 15 y en los demás el 13 de cada mes;
- las nonas eran el 5.º día de cada mes y el 7 de marzo, mayo, julio y octubre.

Esta regla de calendas, nonas e idus está comprendida en el siguiente dístico: Sex Majus nonas, October, Julius et Mars Quatuor at reliqui dabit idus quidilibet octo.
Cuando queremos adaptar nuestra cronología a la de los latinos, añadamos un día, si nos referimos a las nonas e idus, y dos si nos referimos a las calendas. Cuando adaptamos su cronología a la nuestra, quitamos los mismos días en iguales épocas. Con respecto a aquellas tres épocas, contaban los días hacia atrás, restando, enumerando los que faltaban para su cumplimiento, poniendo en ablativo el día de la fecha, como tiempo fijo y determinado y en acusativo la época a que se referían, eludiendo die ante. En latín clásico, sin embargo, era más frecuente la expresión "ante diem (quintum) (kalendas, nonas, idus)", todo en acusativo.
Ejemplo de todo ello está en lo siguiente:
- Calendis, nonis, idibus Aprilis, es decir, en las calendas, nonas, e idus de abril;
- Tertio (die ante) nonas Aprilis, el 3 de abril;
- Ante diem V idus Apriles" el día quinto antes de los idus, es decir, el día 9º;
- Decimo kalendas maji, el décimo antes de las calendas de mayo, el 22 de abril.

El día que precede o sigue a alguna de las tres épocas, se expresaba con la preposición pridie o postridie, y lo vemos en algunos ejemplos, como los siguientes:
- Postridie idus julii, era el día después de los idus de julio, es decir el día 16;
- Pridie calendas maji, era el 30 de abril.

Los nombres de los meses romanos eran los mismos que los de la cultura occidental. El mes de julio se llamaba quintilis hasta la llegada de Julio César al poder que cambió el nombre de julio. Agosto se llamaba sextilis hasta la llegada al poder de Octavio Augusto que cambió al nombre de agosto.
Por espacio de 37 años, desde la muerte del dictador Julio César, se cometió un error grave en el calendario romano, contando un año bisiesto, cada tres, en lugar de cada cuatro años, como si cada año consta de 365 días y 8 horas. Cuando se descubrió este error habían transcurrido trece intercalaciones en lugar de diez y el año comenzaba con tres días de retraso.
Se necesitó corregir otra vez el cómputo y mandar que cada uno de los doce años siguientes contuviese 365 días, sin fracción de horas y que no hubiera año bisiesto hasta el año de Roma 760, que correspondía al 7 de nuestra era.
Desde entonces se han seguido haciendo cálculos de los años sin error y las naciones occidentales cristianas han adoptado la corrección juliana, aún después de generalizada la adopción del supuesto nacimiento de Jesucristo, como principio de la época.
Para calcular el año de Roma respecto al año, antes o después de Jesucristo, si el de Roma es menor de 754, se deduce del mismo guarismo y el resto es el año que se busca. Si el año de Roma es menos de 754, se deduce de su número la cifra 753 y el resto será el año de Jesucristo.
Unos ejemplos pueden ayudar a entender lo dicho:
- Se busca el año antes de Jesucristo correspondiente al 685 de Roma. Se tendrá que hacer la siguiente operación 754 - 685 (año de Roma) = 69 años antes de Jesucristo
- Se busca el año de Jesucristo correspondiente al 792 de Roma. Se tendrá que hacer la siguiente operación (año de Roma) 792 - 753 = 39 año de Jesucristo.

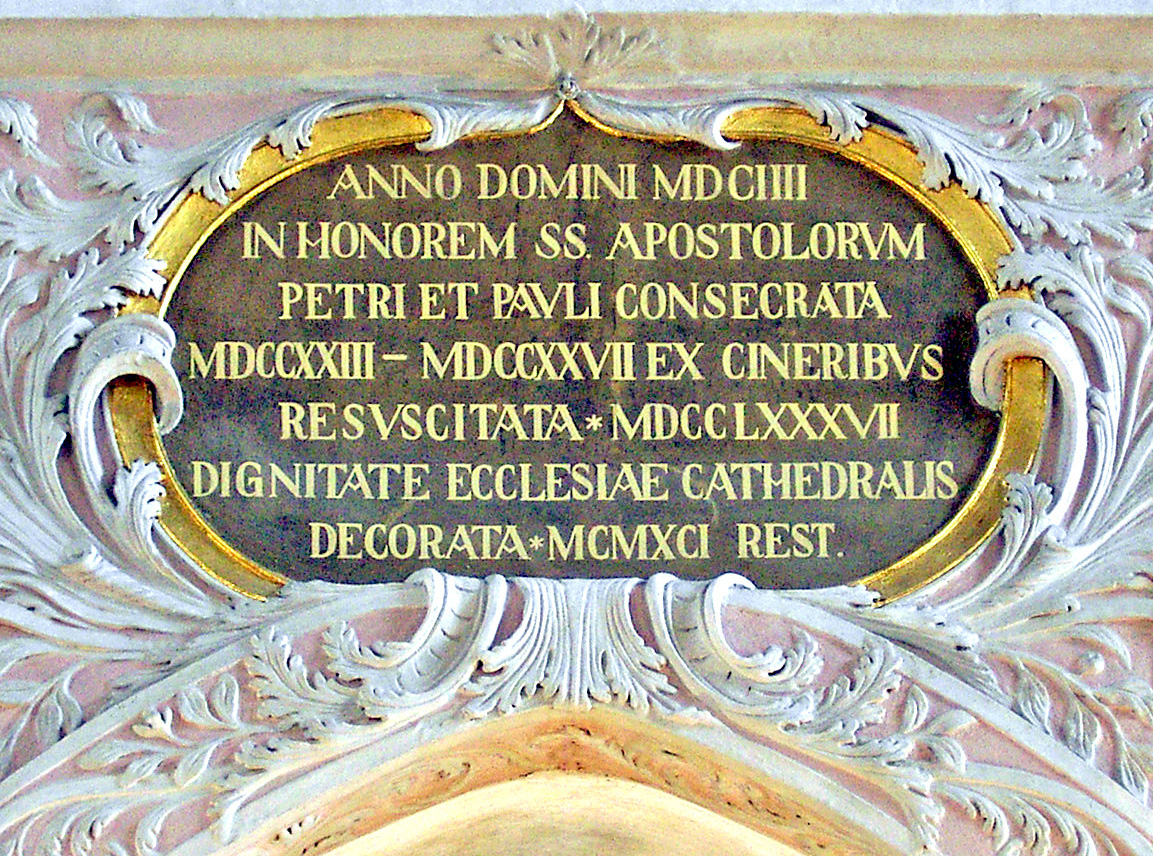
Anno Domini inscripción de la catedral de Klagenfurt, Austria

### Era cristiana
La era cristiana o «era de la Encarnación», o Anno Domini (‘año del Señor’), empezó el primer día de enero, en la mitad del cuarto año de la olimpiada 194.ª, el año 753 desde la fundación de Roma y el 4714 del periodo juliano. Los años civiles de nuestra era parten de ese momento, que se representa como 1-1-1 00:00.
Existe la certeza histórica de que el primero que hizo uso de este cómputo fue Dionisio el Exiguo, monje escita y abad romano con el título de Recapitutatio Dionisi, pero cometió un error en su cómputo de unos cuantos años, que solo puede resolverse por una aproximación fundada en la probabilidad. 
La ventaja que resulta de esta adopción para fijar las fechas anteriores y posteriores al nacimiento de Jesucristo no puede aminorarse por el anacronismo de Dionisio, cuyo cálculo, a pesar de ser erróneo, ha sido generalmente adoptado con tanto más motivo cuanto que desde fin del siglo VI sirve de base a todos los sistemas de cronología antigua y moderna. Diremos que la era cristiana, posterior en unos tres, cuatro o siete años al nacimiento de Jesucristo, corresponde con otras eras en lo siguiente:
- Al año 754 de la fundación de Roma (es decir AD 1 = AUC 754).
- Al año 747 de la era de Nabonasar
- Al primero de la Olimpiada 195
- Al 29 del reinado de Augusto
- Al 1184º desde el saqueo de Troya, según Diodoro, Eratóstenes y Apolodoro

En el siglo VII, la era anno Domini de Dionisio el Exiguo era sabida en Roma (al menos alrededor del año 650 una extensión de la tabla de Pascuas de Dionisio fue adoptada por la iglesia de Roma). Pero en este siglo la era cristiana no se usaba todavía en Roma o en la parte restante de Italia. Es el monje e historiador inglés Beda el Venerable el primero que utilizaba la era cristiana completa como un sistema cronológico coherente, en el año 731, para el fechar acontecimientos históricos. Por esa razón Beda puede ser considerado como el gran promotor de la era cristiana. La adopción de esta era se hizo en algunos países en las siguientes fechas:
- En Inglaterra en el siglo VIII;
- En Francia a fines del siglo VIII;
- En Italia alrededor del año 1000;
- En España, aunque algunas veces se hizo uso de esta era en el siglo XI, no fue generalmente adoptada uniformemente en los documentos públicos hasta la mitad del siglo XIV, ni en Portugal hasta el año 1415;
- En el Imperio Oriental y en Grecia no se hizo un uso general hasta después de la toma de Constantinopla, por Mehmed II en 1453.

#### La corrección gregoriana
Hasta el año 1582 la era cristiana era vinculada al calendario juliano, después del año 1582 al calendario gregoriano. Debido a los errores del calendario juliano, el papa Gregorio XIII emprendió su reforma y de ahí nació el calendario gregoriano, que es el usado generalmente hoy en día.

### Era astronómica
Nunca la era cristiana fue sustituida oficialmente por la era astronómica, i.e. la era coherente con el sistema fechando juliano (no ser confundido con el calendario juliano) propuesto por Joseph Scaliger en 1583. La era astronómica, tomada en uso por razones prácticas por astrónomos franceses en la primera mitad del decimoctavo siglo, contiene un año cero, pero este año cero no es exactamente igual al 1 a. C.

### Era mundana de Alejandría
Esta era es conocida como la «era de la Creación» y «era del mundo». Se fijó en el año 5502 antes de Jesucristo, así que el año primero de nuestra era corresponde al 5503 de aquella.

### Era mundana de Antioquía
Esta era coloca la creación del mundo diez años después de la de Alejandría, fijándose en el año 5492 antes de Jesucristo, pero como después disminuyeron diez años de esta última, las dos coinciden desde entonces.

### Era de Constantinopla
Se adoptó antes de la mitad del siglo VII, en Constantinopla, y fija la creación del mundo en 5508 antes de Jesucristo.
Los rusos siguieron este cómputo hasta el gobierno del rey Pedro el Grande, luego de haberlo adoptado de la Iglesia Griega.
En esta era hay dos modos de contar el año:
- El modo civil que empieza en el mes de septiembre
- El eclesiástico que empieza en 21 de marzo o en 1.º de abril

Para saber el año de la era de Constantinopla que corresponde a un año dado de la nuestra, se restan 5508 del primero, desde enero hasta agosto, y 5509 desde septiembre a diciembre. Para el caso contrario se suman estos guarismos en lugar de sustraerlos.

### Era griega o de los seléucidas
Los griegos adoptaron dos épocas basándose en Alejandro Magno. Son las siguientes:
- La primera época empieza con la muerte de Alejandro, el 12 de noviembre de 324 antes de Jesucristo.
- La segunda, llamada «era de Atenas», se conoció con el nombre de seléucida y empieza en el año de Roma 442, doce años después de la muerte de Alejandro, y 311 años y 11 meses antes de la era cristiana. Es la época de la conquista de Babilonia por Seleuco I, llamado Nicator (el Victorioso) y se puso en práctica el año juliano compuesto de meses romanos, dándoles nombres sirios.

### Era cesárea de Antioquía
Esta era se instituyó en Antioquía para celebrar la victoria de Julio César en las llanuras de Farsalia el 9 de agosto del año de Roma 706, el 48 antes de Jesucristo.
Los sirios computaban esta era desde el otoño o desde el 1.º de tishrei del año 48 a. C., en octubre.
Pero los griegos la empezaban en el mes gorpiaeus (en septiembre), del 49 a. C. y 705 de Roma.

### Era Hispánica

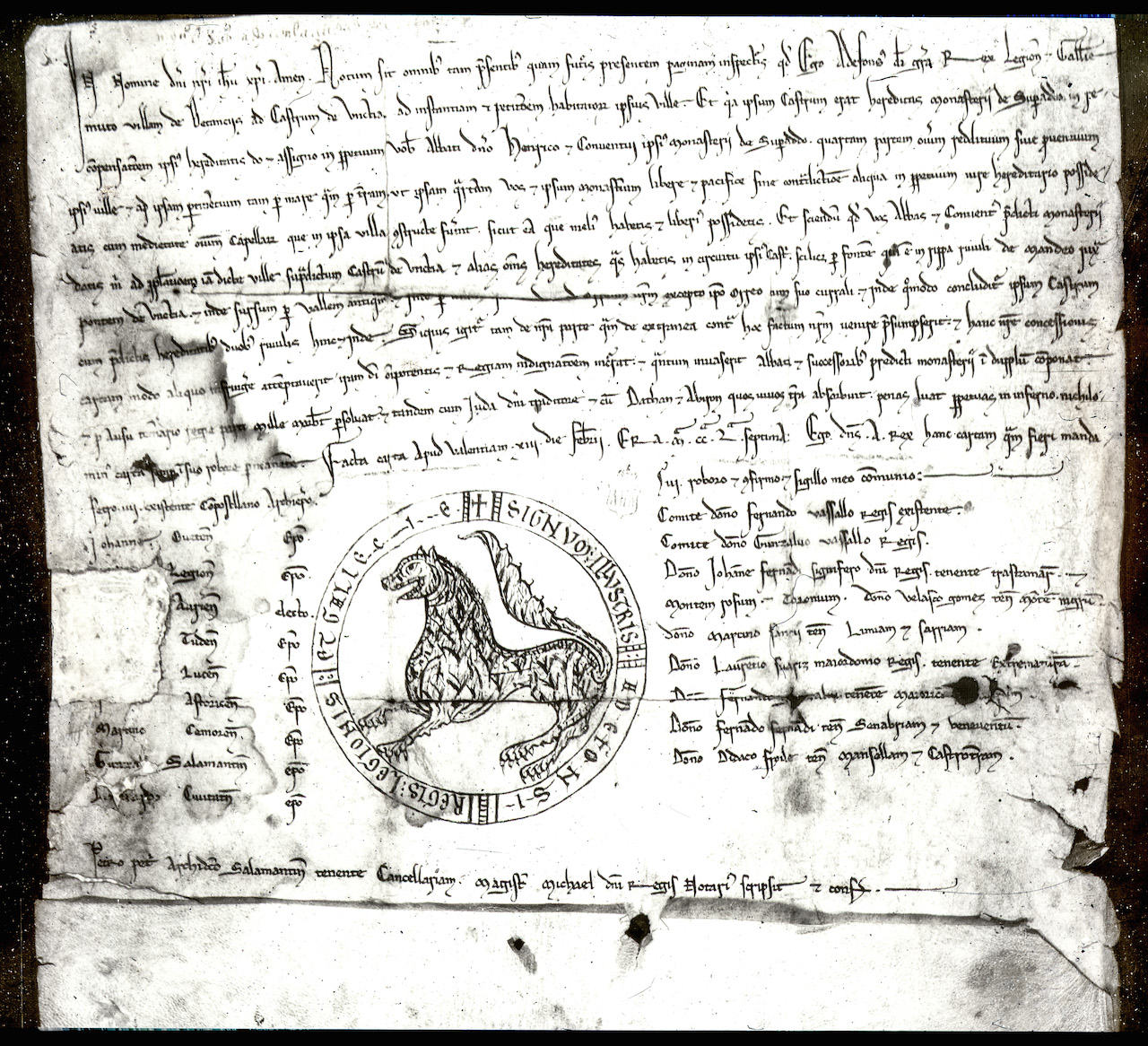
Ejemplo de datación en el reino de León: "Privilegio del Monasterio de Sobrado otorgado por Alfonso IX de León por el traslado de población de Betanzos a Castro de Untia (1219)". Sobre el signo rodado del rey se lee en latín: «Facta carta apud Valentiam XIII die Februarii. Era Mª CCª Lª septima» (en español, «Dada la carta en Valencia, día 13 de Febrero, Era Mª CCª Lª séptima»).

El 1 de enero del 38 a. C. (716 de la Era de Roma), se creó una nueva era fundada en el calendario juliano, llamada era Hispánica, pasando a ser ese día 1-1-1. Su primer uso registrado se verifica en el Hydatii Gallaeciae episcopi Chronicon de Hidacio de 468. Se aplica en la datación documental durante la época visigótica, como ocurre en la Historia Gothorum de San Isidoro, y en casi todos los de los reinos hispano-cristianos de la Reconquista, e incluso se usó en algunos documentos andalusíes (bajo la denominación Tarij as-Safar —traducción al árabe de "era hispánica"—). Además de en la península ibérica y las Baleares, la era hispánica fue utilizada en el sur de Francia, en la Septimania, antigua provincia visigoda, y en África del Norte. En los documentos donde se aplica simplemente se enuncia la palabra "era" sin más adjetivos.
El origen de la misma es bastante incierto y se cree que está relacionado con la conquista y pacificación de la península ibérica por los romanos, cuyo final puede establecerse en el año 716 de Roma. Esta era fue la oficial en el Reino de León.
Esta era Hispánica se abolió progresivamente en los siguientes territorios y reinos:
- Cataluña: sustituida por el cómputo de los reyes francos y desde 1180 por el Concilio de Tarragona.
- Reino de Aragón: primero se impuso el estilo de la Encarnación y en 1350 fue sustituido por el estilo de la Natividad.
- Reinos de Valencia y Mallorca: En 1358 siguen los pasos del reino de Aragón.
- Reinos de Castilla y León: En 1383 se decide sustituirlo por la era cristiana, estilo de la Natividad.
- Portugal: 1422
- Navarra: a finales del siglo XV

Datación: La reducción de este cómputo a la era cristiana se hace restando 38 años a las fechas después de Cristo y 39 a las de antes de Cristo.

### Era de Diocleciano
Esta era empieza el 29 de agosto del año después de Jesucristo 284, día en que Diocleciano fue proclamado emperador de Constantinopla y por las persecuciones a los cristianos., consta de 365 días. Contiene 12 meses de 30 días cada uno, con 5 adicionales en los años comunes y 6 en los bisiestos.
Antes de la reforma del calendario romano por Julio César, el año en Egipto constaba de 12 meses de 30 días, agrupados en tres estaciones de cuatro meses. Al fin de cada año se añadían 5 días, denominados epagómenos con los cuales se completaba el ciclo de 365 días, pero como faltaban unas 8 horas para completar el año, cada cuatro años atrasaba un día, acumulando un año entero en cada 1461 años.
Para remediar tales inconvenientes los astrónomos de Alejandría añadieron a cada cuarto año un sexto día epagómeno, a la manera que Julio César había añadido un día 29.º a cada mes de febrero y con este arbitrio se regulariza el cómputo y quedó de acuerdo con el año Juliano. Así el 29 de agosto corresponde al primer día de su año común y el 1.º de septiembre al año intercalar.

### Era de la Hégira o era musulmana
La era de la Hégira se inició el viernes 16 de julio del año 622, día en que Mahoma huyó de La Meca, hacia Medina. Tal es el cómputo de los musulmanes.
Los astrónomos y algunos historiadores lo fijan en el día anterior, el jueves 15 de julio, y según Lane la Hégira no empieza el día de la fuga del profeta sino el primer día de la luna de Muharram, que fue la que precedió inmediatamente al día del suceso.
La tradición relata que Muhammad después de haber estado oculto tres días en una cueva con Abu Bakar empezó su jornada el noveno día de la luna tercera, llamada Rebecca el-Owal, 68 días después del principio de la era. Así los dos primeros meses se componen de treinta días cada uno que es lo que sucede frecuentemente cuando el cálculo de la nueva luna se fundamenta solamente en la simple vista, y la salida de la cueva debió haberse verificado el 22 de septiembre.
Los árabes empiezan a contar el mes desde la noche que ven la Luna o desde la anterior y aquella noche suele ser verdaderamente la segunda de la Luna y la tercera en otras ocasiones. Si no perciben la luna en la segunda o tercera noche, el mes empieza más tarde.
La Luna nueva de julio de 622 debió ocurrir entre las cinco y las seis de la mañana del día 14.º y por tanto el 16.º debió ser probablemente el día primero de la Hégira.
Los años de la Hégira son lunares y se componen de doce meses lunares, que empiezan con la luna nueva, práctica que trae confusión, pues cada año debe empezar en la estación precedente.
Sin embargo en la cronología, historia y documentos públicos, los meses del pueblo turco musulmán duran alternativamente 30 y 29 días, excepto el último mes, el cual, en los años intercalares contiene 30.
Los meses de la Hégira se dividen como los de Occidente en semanas, cada uno de cuyos días empieza por la tarde después de puesto el Sol.
Los años se clasifican en ciclos de 30, de los cuales 49 son años comunes, compuestos de 354 días y los restantes son intercalares porque tienen un día más.
Para saber si un año es intercalar, se divide su número por 30 y si resulta alguno de los números 2, 5, 7, 10, 13, 16, 18, 21, 24, 26 o 29 el año es de 355 días.

### Era de Nabonasar
Fue importante en la cronología, porque a ella se refieren y ajustan todas las demás. el autor fue Nabonasar, fundador del reino de Babilonia y empieza el miércoles 26 de febrero del año 3967 del periodo juliano, es decir, 747 a. C.
El cálculo de los años es muy confuso, por constar cada uno de 365 días, sin ninguna intercalación. Incluye un periodo de 424 años egipcios, desde el principio del reinado de aquel monarca hasta la muerte de Alejandro Magno y se extendió después hasta el reinado de Antonino Pío.
Para hallar el día del año Juliano en que empieza el año de Nabonasar, se resta, al año dado, 748 si es antes de Jesucristo, o se le añade 747, si es después, y se divide el resultado por 4, omitiendo fracciones, y se resta el cociente de 57, es decir, del número de días desde 1 de enero hasta el 26 de febrero.

### Era de Tiro
Esta era empieza el 125 a. C., el 628 de Roma y el 186 de los seléucidas.
El 19 de octubre fue su primer día y así el primer año de la era cristiana fue el 1216 de la de Tiro, empezaron el 19 de octubre, es decir, dos meses y 13 días antes del 1.º de enero.

### Era de Augusto o era ciática
Ésta se fundó por la memorable batalla de Actium que enfrentó a la escuadra romana de Augusto contra la egipcia, comandada por Marco Antonio, y que puso en manos e aquel emperador el dominio del mundo romano. Aquella célebre batalla ocurrió el segundo o tercer día de septiembre del año 15.º de la era juliana y el 72.º de Roma.
Los romanos empezaban esta era el 1 de enero del año de Roma 724, que es el 16.º de la era juliana. En Egipto empezaba el mismo año de la batalla y continuó así hasta el reinado de Diocleciano. Su principio era el mes de Tot, correspondiente al 29 de agosto.
Los griegos de Antioquía empezaban esta era en el 4 de septiembre y siguieron este cómputo hasta finales del siglo IX.

### Era de la Ascensión
Esta era la puso en uso el cronista de Alejandría, quien habla en estos términos del martirio de san Mena de Coyts: Anno CCLVII Domini in caelos..., fecha que corresponde al 12 de noviembre de 295 d. C.

### Era de los armenios
La era armenia empieza el martes 9 de julio del año 552 d. C., que fue cuando el concilio armenio de Tiben condenó al concilio de Caledonia de 536, creando de este modo el cisma de ese país.
El año armenio consta de 121 meses de 30 días, con cinco suplementarios y es muy confuso por falta de intercalación. Se anticipa al cómputo juliano en un día cada cuatro años. Esta era se adoptó:
- Para las fechas de las cartas
- Para las fechas de los actos públicos.

Para la liturgia que se adoptó el año eclesiástico para ajustar la Pascua y las fiestas móviles.
Fijase el año eclesiástico por medio de seis epagómenos, que se añadían cada cuarto año. El primer día del año que empieza el mes armenio, Navas Sardi, era el 11 de agosto del año juliano. Después, cuando hubo una parcial reconciliación con la iglesia latina, por los años de 1330 d. C., los armenios adoptaron la forma del año juliano.

### Era persa
Esta era comenzó con el reinado de Yesdegird, el cual tomó posesión del trono de Persia el 16 de junio del año 631 d. C.
El año consta de 365 días y cada mes tiene 30 días y se añaden 5 al fin del mes Aban. El año persa precede al juliano en un día cada cuatro años.
Esta diferencia subió el año de Jesucristo 1075 a cerca de 112 días, que fue cuando el sultán Jelaludin reformó el calendario persa, mandando que el equinoccio de primavera se fijase el 14 de marzo y que además de los 5 días adicionales de cada 4 años, se añadiese otro, por los seis o siete periodos siguientes, después de lo cual no está.

### Era hebrea o judía
Hasta el siglo XV, que fue cuando los hebreos adoptaron su cómputo actual, su sistema cronológico fue el empleado por los Seléucidas y se inicia el contador con la creación del mundo, fijándola en 3760 años y 3 meses antes del principio de la era cristiana.
Es un calendario lunisolar estructurado en doce o trece meses, de 29 o 30 días de duración cada mes, comenzando su año civil con la luna nueva tras el equinoccio de otoño o inmediatamente después.
Los meses del calendario del pueblo judío son los siguientes:
- tishri con 30 días
- marchesan con 29 0 30
- kislev con 29 o 30
- tebet con 29
- shebat con 30
- adar con 29
- veadar con 29
- nisán con 30
- iyar con 29
- sivan con 30
- tamuz con 29
- ab con 30
- elul con 29

El mismo de los intercalares 30.
La duración media del año de 12 meses es 354 días, pero como hay variedad en los meses marchesan y kislev, puede ser de 353 o de 355 días.
Del mismo modo el año de 13 meses puede contener 383, 384 o 385 días.
En un periodo de 19 años, 12 años tienen 12 meses cada uno y 7 tienen 13.
Para reducir el tiempo judaico al nuestro se resta 3764 de su año, y el resto será de la era cristiana.
El año eclesiástico de los judíos empieza seis meses antes que el año común, en el mes de nisan, que fue cuando se verificó la vuelta de Egipto. En base al mismo ajustan sus ayunos, fiestas y todo lo relativo al culto.

### Era americana
Comienza esta era en 4 de julio de 1776 época en que los Estados Unidos de América, libertados del yugo inglés proclamaron su independencia y se constituyeron en gobierno federativo.[cita requerida]

### Otras eras
- La era de los combates capitolinos, instituidos por Domiciano en 86, año de Roma 839.
- La era de Kali Yuga o edad de la desgracia que los hindus hacen llegar hasta el año 3101.
- La era de Yazdegerd o Isdegerdes III que comenzó en 632 y la usaban los persas.
- La era Galileana.

## Calendarios

### Calendario lunar perpetuo
Se ha hecho un calendario lunar perpetuo, por cuyo medio se averigua todos los años pasados y futuros, el día de la luna nueva de cada mes, y el día de la Pascua de cada año.
Consta de cuatro columnas que comprende los días del mes, el número áureo, la letra dominical y la epacta de cada día y en los meses de marzo y de abril se añade una columna más para el término pascual que es lo que sirve de norma a los autores de calendarios. Es además de gran utilidad para los diversos cálculos astronómicos y para su uso es necesario seguir una serie de reglas y operaciones que exigen gran estudio y paciencia.

### Calendario romano eclesiástico
Por espacio de muchos siglos, desde la fundación de la Iglesia, era costumbre fechar los documentos eclesiásticos por calendas, nonas e idus y los documentos privados por las fiestas de los santos, como todavía la observan los obispos católicos de Inglaterra e Irlanda.

### Calendario de los cuáqueros
El año empezaba el 25 de marzo, mes que llamaban primero, pero en la junta anual del año 1751 se nombró una comisión para que informara sobre la reforma que acababa de introducir en el calendario el rey Jorge II.
La opinión de la comisión fue que en todos los documentos y escritos de los amigos, desde el día último del décimo más próximo, llamado diciembre, se debía observar el nuevo cómputo y que en consecuencia el primer día del undécimo más próximo, llamado enero, debía ser considerado por los amigos, como el primer día del mes del año 1752, debiendo seguir los demás meses el orden del calendario común. Este informe fue adoptado por esta comunidad religiosa y es el que observa.
No dan nombres a los días de la semana, sino que los designan por números, empezando por el domingo 4, lunes 2, martes 3, etc.

### Calendario de la Primera República Francesa
En septiembre de 1793, la nación francesa resolvió crear una nueva era y formar un nuevo calendario fundado en principios filosóficos y La Convención decretó lo siguiente:
- La nueva era comenzaría con la fundación de la República el 22 de septiembre de 1792, día del equinoccio de otoño, hallándose el Sol en libra, a las 9 horas, 18 minutos y 30 segundos de la mañana, según el meridiano de París.
- Que cada año empezaría a la medianoche del día en que cayese el verdadero equinoccio de otoño.
- Y que el primer año de la República francesa había empezado en la medianoche del 22 de septiembre de 1792 y había terminado a medianoche entre el 22 y el 23 del mismo mes del año siguiente.
- Se decretó que el cuarto año de la República fuese bisiesto, que se le añadiese un sexto día complementario y que se llamaría Primera Franciada.
- Que el año bisiesto se llamaría olímpico y ocurriría cada cuatro años.
- Que cada uno de estos periodos sería una franciada.
- Que los tres primeros años seculares de la república, es decir el año 100, el 200, y el 300, serían años comunes y que el cuarto o año 400, sería bisiesto y que lo mismo sucedería cada cuarto de siglo, hasta el XL, el cual terminaría como un año común.

El año se dividió en 12 meses, cada mes en 30 días y se añadieron al fin del año 5 días, que deberían celebrarse como fiestas con el nombre de sansculottides.

### Calendario chino
El calendario del que hacen uso los chinos les sirve tanto para la división del tiempo, como para sus cálculos de astrología, agüeros, vaticinios y demás prácticas de su cultura y tiene un ciclo arbitrario de 60 años, establecido en 2637 antes del reinado del emperador Yau.

### Calendario de Escalígero
Este calendario es un invento de José Justo Escalígero en el cual, y basado en un ciclo de 7980 años astronómicos, creaba un complejo sistema donde multiplicaba tres ciclos cronológicos diferentes a partir de la fecha juliana: un ciclo solar de 18 años, un ciclo lunar de 19 años y la indicción usada por los romanos de 15 años. Los tres ciclos comenzaban y acababan en el mismo momento pero no coincidían más entre ellos.

## Otras divisiones del tiempo
Otras divisiones del tiempo podrían ser las siguientes:
- El lustro que es un periodo de cinco años o la consumación de 50 meses. Era cuando los romanos renovaban el censo de la población.

- Una generación es el intervalo que separa el nacimiento del padre del hijo. Se usa para calcular períodos y generalmente se dan tres generaciones a cada siglo.

- Reinados que es el número de monarcas o jefes supremos que se suceden en un periodo de años y depende de las instituciones políticas de cada país.

Newton calculó que en las monarquías hereditarias el término medio de cada reinado es de 18 a 20 años y la proporción entre este término medio y el de la duración de una generación es de 4 a 7. Otro cronólogo Hales demostró que el término medio de un reinado era de casi 23 años en una serie de 454 reyes y un periodo de 10 105 años, incluyendo en estos cálculos a los siguientes reyes:
- - Los reyes de Egipto y de Atenas
  - Los reyes de Argos y Lidia
  - Los 18 reyes de Judea
  - Los reyes de Inglaterra, desde la conquista hasta 1760
  - Los reyes de Escocia desde Malcom I, en 938, hasta la muerte de Jacobo I
  - Los reyes de Francia, desde 987 hasta 1793
  - Los reyes de España, desde 1027 hasta 1788
  - Los 142 reyes de Hindostan

Con respecto a las monarquías europeas pueden ser útiles los siguientes datos:
- - España, desde Fernando el Grande, en 1027, hasta la abdicación de Carlos IV, en 1808, un periodo de 781 años, 33 reinados y 24 años de término medio.
  - Imperio Germánico, desde Carlomagno, en 800, hasta Leopoldo I, en 1792, un periodo de 992 años, con 55 emperadores y 18 años de término medio.
  - Inglaterra, desde Malcom I, en 938, hasta Jacobo VI o I de Inglaterra, en 1625, un periodo de 687 años, con 33 reyes y 21 años de término medio.
  - Francia, desde Hugo Capeto, en 987, hasta la muerte de Luis XVI, en 1793, periodo de 806 años, con 32 reyes y 20 años de término medio.
  - Papados, es la sucesión más rápida por la edad avanzada en que generalmente son elegidos, Desde el año 1000 hasta 1829 ha habido 411 Papas sin contar con los antipapas y da siete y medio años de media para cada Papa.